# アラン・ワイルダー
アラン・ワイルダー（Alan Wilder、1959年6月1日 - ）は、イギリスのミュージシャン、作曲家。デペッシュ・モードの元メンバーであり、現在は自身のソロ・プロジェクト、リコイルで活動している。

## 来歴

### 生い立ち
ロンドンのハマースミスの中産階級家庭で生まれ育つ。8歳からピアノの教育を受け、グラマースクール入学後にはフルートも学び始め、学校のバンドで中心的存在として牽引する。卒業後はレコーディング・スタジオのアシスタントとして働き始め、様々なバンドで演奏するようになる。

### デペッシュ・モードでの貢献

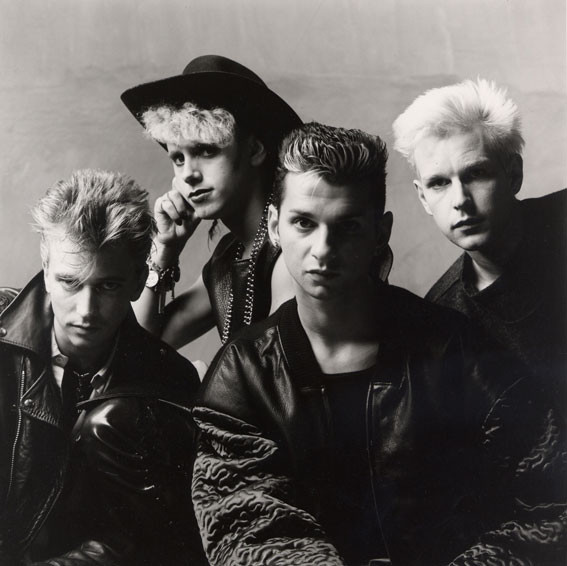
デペッシュ・モードでのアラン・ワイルダー（左端・1985年）

1981年、ヴィンス・クラーク脱退後のデペッシュ・モードが『メロディ・メイカー』誌に貼り出した新キーボーディストの募集広告を見たアランは広告に応募する。バンドは広告に21歳以下という年齢制限を課しており、アランは年齢を詐称したが（実際は当時22歳）、音楽的素養を見込んだバンドはアランを採用。1982年1月にツアー・メンバーとして起用されるようになり、その後のレコーディングにも参加。1983年のサード・アルバム『コンストラクション・タイム・アゲイン』、1984年のアルバム『サム・グレート・リウォード』ではアランが作曲した楽曲も収録された他、アレンジやエンジニア、プロデュースでも才能を発揮し、演奏・作曲・制作においてバンドに欠かせない存在になっていく。1990年のアルバム『ヴァイオレーター』からはドラム演奏も担当、1993年のワールド・ツアー「デヴォーショナル・ツアー」で生ドラム演奏を披露した。

### デペッシュ・モード脱退
自身の36歳の誕生日である1995年6月1日、アランはデペッシュ・モードからの脱退を発表する。「デヴォーショナル・ツアー」以降、精神的・肉体的に疲弊しきったメンバーが覚醒剤やアルコールに溺れ、バンド間のコミュニケーションや人間関係が希薄化していったことや、音楽面での製作過程に不満を抱いていたことなどが挙げられる。
アランはバンド脱退後に、ザ・キュアーのロバート・スミスから直々にザ・キュアーへの加入を打診されるも、この申し出を丁重に辞退し、デペッシュ・モード在籍中から始動したリコイルでの活動に専念することになる。

## リコイル及びデペッシュ・モード脱退後の活動
リコイルはアランがデペッシュ・モード在籍中の1986年に活動を開始した。2曲入りEPリリース後、1988年にファースト・フル・アルバム『Hydrology』を発表。アランはこの時、リコイルについて「デペッシュ・モードでの解毒剤だよ。いつもポップ・フォーマットの中で作業しているフラストレーションを和らげる一つの手段さ」と説明している。
デペッシュ・モード脱退後、アランはリコイルでの活動に専念し、1997年にアルバム『Unsound Methods』、2000年にアルバム『Liquid』をリリース。2007年に7年ぶりのアルバム『subHuman』をリリースした。

### その他の活動
1991年にはレーベルメイトであるニッツァー・エブのアルバム『Ebbhead』のプロデュースをフラッドと共に担当し、ニッツァー・エブのボーカリストであるダグラス・マッカーシーと親交を深め、彼はリコイルのアルバム『Bloodline』でボーカル参加した。2001年にはカーヴのアルバム『Gift』のレコーディングに参加した。2010年2月、アランはデペッシュ・モードと共に10代の癌・白血病患者のためのチャリティーコンサート「ティーンエイジ・キャンサー・トラスト」に出演、アンコールでマーティン・ゴアの歌のバックでピアノ演奏を披露。2011年にはデペッシュ・モードの楽曲「イン・チェインズ」のリミックスを2曲提供した。